# Rally Dakar de 2010

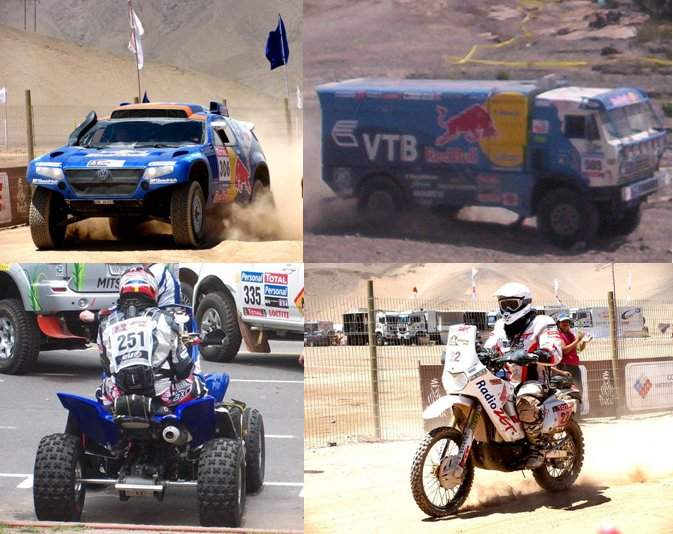
1) autos: 306, Nasser Al-Attiyah (QAT); 2) camiones, 505, Ilgizar Mardeev (RUS); 3) cuadriciclos, 252, Marcos Patronelli (ARG); 4) motos, 22, Krzysztof Jarmuz (POL).

El Rally Dakar de 2010, la 31.ª edición de la carrera rally raid más exigente del mundo, se realizó del 1 al 17 de enero de ese año. La carrera se disputó por segunda vez consecutiva en América del Sur, tras la cancelación de la edición de 2008 por amenazas terroristas. La empresa francesa ASO (Amaury Sport Organisation) fue la empresa organizadora del Dakar, que en esta oportunidad se disputó en Argentina y Chile.
Se inscribieron 385 pilotos: 161 en motos, 141 en coches, 53 en camiones y 30 en cuadriciclos (en total, 100 menos que en la anterior edición).

## Circuito
El trayecto total, de 9.030 km (544 km menos que en 2009), presentó las siguientes similitudes y diferencias con respecto a la edición de 2009. 
Al igual que el año anterior: 
- El circuito comenzó y terminó en Buenos Aires.
- Cruzó dos veces la Cordillera de Los Andes, por los pasos San Francisco y Cristo Redentor;
- Se internó en el Desierto de Atacama;
- Atravesó las dunas de los desiertos del oeste argentino;
- Recorrió el tradicional circuito de rally cordobés.

A diferencia del año anterior:
- El sentido del circuito fue invertido al del año anterior, iniciándose hacia el norte y volviendo por el sur.
- Las etapas se distribuyeron igualitariamente entre ambos países;
- No recorrió la Patagonia;
- Se internó más en el desierto de Atacama, llegando hasta Iquique;
- Recorrió la provincia de San Juan.

Así, se determinaron 14 etapas, siete en la Argentina, siete en Chile y dos binacionales, por los pasos cordilleranos. 
La salida fue el 1 de enero desde la Plaza de la República, donde está situado el Obelisco de Buenos Aires, y la primera etapa se cerró en Córdoba (Argentina). Luego siguió por la Provincia de La Rioja, Fiambalá (Provincia de Catamarca), y allí cruzó a Chile, donde recaló en Copiapó, Antofagasta, Iquique, y luego regresar por Antofagasta, para seguir por Copiapó, La Serena y recalar en Santiago de Chile. Una vez que el Rally inició la vuelta, pasó por San Juan, San Rafael y Santa Rosa y finalizó en Buenos Aires.

### Etapas

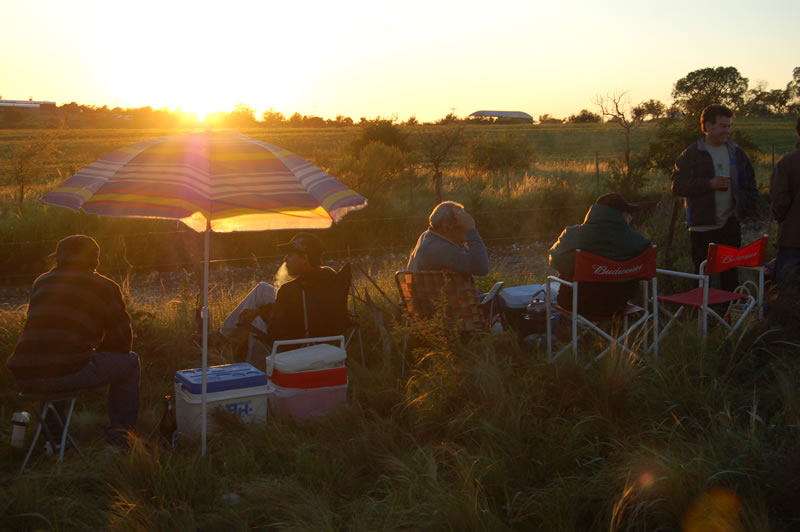
Gente apostada desde la madrugada a la vera del camino para ver pasar a los competidores. Alpha Cabral (Córdoba, Argentina).

De las catorce etapas disputadas, en las primeras dos los recorridos especiales tuvieron valores distintos para motos y cuadriciclos (indicados en la parte superior de la etapa en la tabla) y para camiones y automóviles (indicados en la inferior).
| 1                    | 1 de enero 2 de enero | Buenos Aires Colón             | Colón Córdoba                  | 349 km                         | 219 km                         | 52 km                          | 652 km                         |                                |                                |                                |                                |
| 1                    | 1 de enero 2 de enero | Buenos Aires Colón             | Colón Córdoba                  | 349 km                         | 251 km                         | 52 km                          | 684 km                         |                                |                                |                                |                                |
| 2                    | 3 de enero            | Córdoba                        | La Rioja                       | 56 km                          | 294 km                         | 276 km                         | 626 km                         |                                |                                |                                |                                |
| 2                    | 3 de enero            | Córdoba                        | La Rioja                       | 56 km                          | 355 km                         | 276 km                         | 687 km                         |                                |                                |                                |                                |
| 3                    | 4 de enero            | La Rioja                       | Fiambalá                       | 259 km                         | 182 km                         | 0 km                           | 441 km                         |                                |                                |                                |                                |
| 4                    | 5 de enero            | Fiambalá                       | Copiapó                        | 394 km                         | 203 km                         | 32 km                          | 629 km                         |                                |                                |                                |                                |
| 5                    | 6 de enero            | Copiapó                        | Antofagasta                    | 90 km                          | 483 km                         | 97 km                          | 670 km                         |                                |                                |                                |                                |
| 6                    | 7 de enero            | Antofagasta                    | Iquique                        | 180 km                         | 418 km                         | 0 km                           | 598 km                         |                                |                                |                                |                                |
| 7                    | 8 de enero            | Iquique                        | Antofagasta                    | 37 km                          | 600 km                         | 4 km                           | 621 km                         |                                |                                |                                |                                |
| -                    | 9 de enero            | Día de descanso en Antofagasta | Día de descanso en Antofagasta | Día de descanso en Antofagasta | Día de descanso en Antofagasta | Día de descanso en Antofagasta | Día de descanso en Antofagasta | Día de descanso en Antofagasta | Día de descanso en Antofagasta | Día de descanso en Antofagasta | Día de descanso en Antofagasta |
| 8                    | 10 de enero           | Antofagasta                    | Copiapó                        | 96 km                          | 472 km                         | 0 km                           | 568 km                         |                                |                                |                                |                                |
| 9                    | 11 de enero           | Copiapó                        | La Serena                      | 0 km                           | 338 km                         | 209 km                         | 547 km                         |                                |                                |                                |                                |
| 10                   | 12 de enero           | La Serena                      | Santiago                       | 112 km                         | 238 km                         | 236 km                         | 586 km                         |                                |                                |                                |                                |
| 11                   | 13 de enero           | Santiago                       | San Juan                       | 211 km                         | 220 km                         | 3 km                           | 434 km                         |                                |                                |                                |                                |
| 12                   | 14 de enero           | San Juan                       | San Rafael                     | 23 km                          | 476 km                         | 297 km                         | 796 km                         |                                |                                |                                |                                |
| 13                   | 15 de enero           | San Rafael                     | Santa Rosa                     | 76 km                          | 368 km                         | 281 km                         | 725 km                         |                                |                                |                                |                                |
| 14                   | 16 de enero           | Santa Rosa                     | Buenos Aires                   | 166 km                         | 206 km                         | 335 km                         | 707 km                         |                                |                                |                                |                                |
| Motos y cuadriciclos | Motos y cuadriciclos  | Motos y cuadriciclos           | Motos y cuadriciclos           | 2.366 km                       | 4.717 km                       | 1.854 km                       | 8.937 km                       |                                |                                |                                |                                |
| Autos y camiones     | Autos y camiones      | Autos y camiones               | Autos y camiones               | 2.366 km                       | 4.810 km                       | 1.854 km                       | 9.030 km                       |                                |                                |                                |                                |

## Resultados por etapas

### Motos

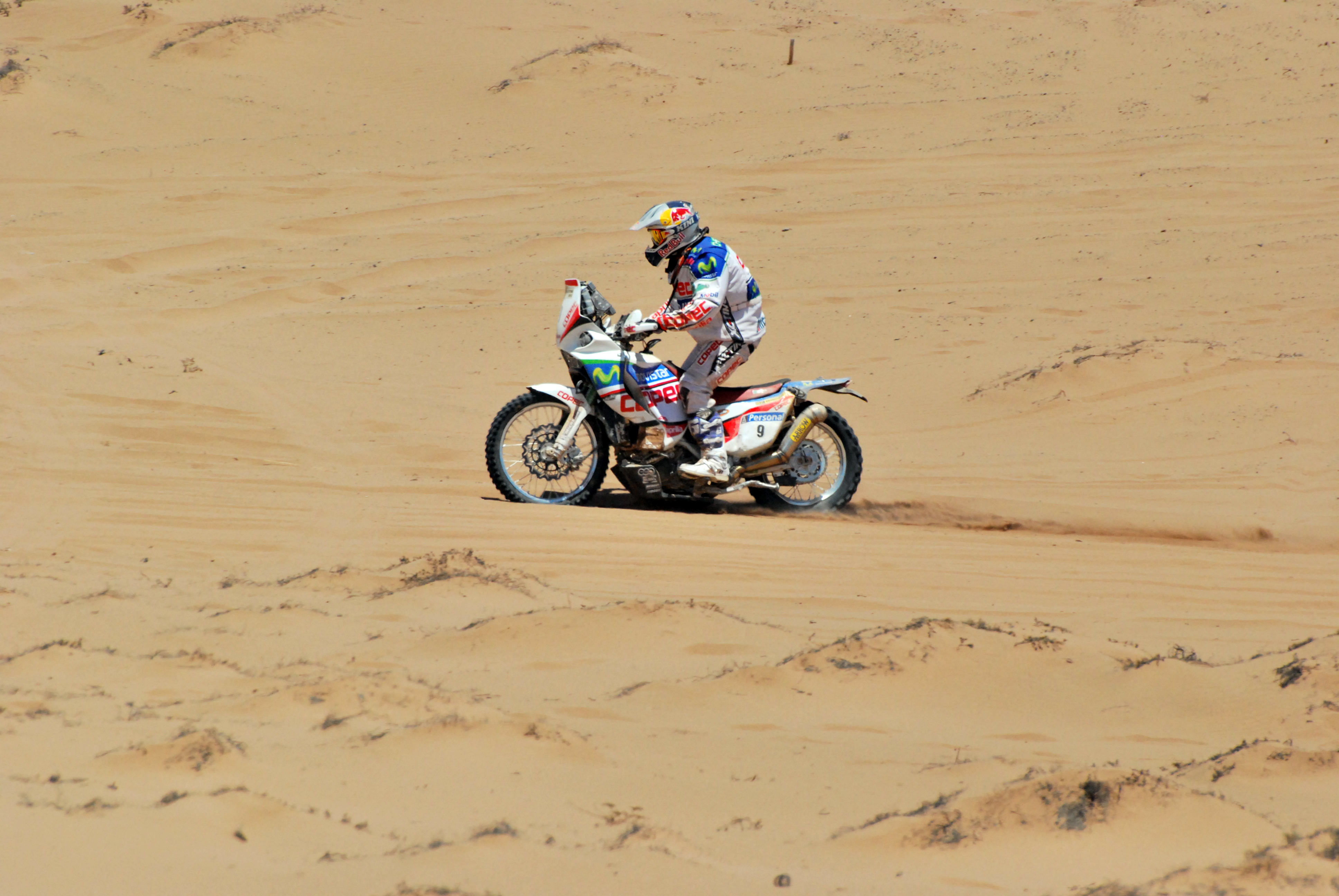
El chileno Francisco Chaleco López obtuvo el tercer lugar en la general y lideró tres etapas.

| Etapa | Ganador de la etapa     | Líder en la general |
| ----- | ----------------------- | ------------------- |
| 1     | David Casteu            | David Casteu        |
| 2     | David Frétigné          | David Casteu        |
| 3     | Cyril Despres           | Cyril Despres       |
| 4     | Marc Coma               | Cyril Despres       |
| 5     | Francisco López         | Cyril Despres       |
| 6     | Marc Coma               | Cyril Despres       |
| 7     | Cyril Despres           | Cyril Despres       |
| 8     | Francisco López         | Cyril Despres       |
| 9     | Marc Coma               | Cyril Despres       |
| 10    | Marc Coma               | Cyril Despres       |
| 11    | Franz Verhoeven         | Cyril Despres       |
| 12    | Francisco López         | Cyril Despres       |
| 13    | Pal Anders Ullevalseter | Cyril Despres       |
| 14    | Ruben Faria             | Cyril Despres       |

### Cuadriciclos
| Etapa | Ganador de la etapa            | Líder en la general            |
| ----- | ------------------------------ | ------------------------------ |
| 1     | Marcos Patronelli              | Marcos Patronelli              |
| 2     | Hubert Deltrieu                | Juan Manuel González Corominas |
| 3     | Sebastián Halpern              | Marcos Patronelli              |
| 4     | Alejandro Patronelli           | Marcos Patronelli              |
| 5     | Marcos Patronelli              | Marcos Patronelli              |
| 6     | Marcos Patronelli              | Marcos Patronelli              |
| 7     | Alejandro Patronelli           | Marcos Patronelli              |
| 8     | Marcos Patronelli              | Marcos Patronelli              |
| 9     | Christophe Declerck            | Marcos Patronelli              |
| 10    | Juan Manuel González Corominas | Marcos Patronelli              |
| 11    | Sebastián Halpern              | Marcos Patronelli              |
| 12    | Christophe Declerck            | Marcos Patronelli              |
| 13    | Christophe Declerck            | Marcos Patronelli              |
| 14    | Rafal Sonik                    | Marcos Patronelli              |

### Autos

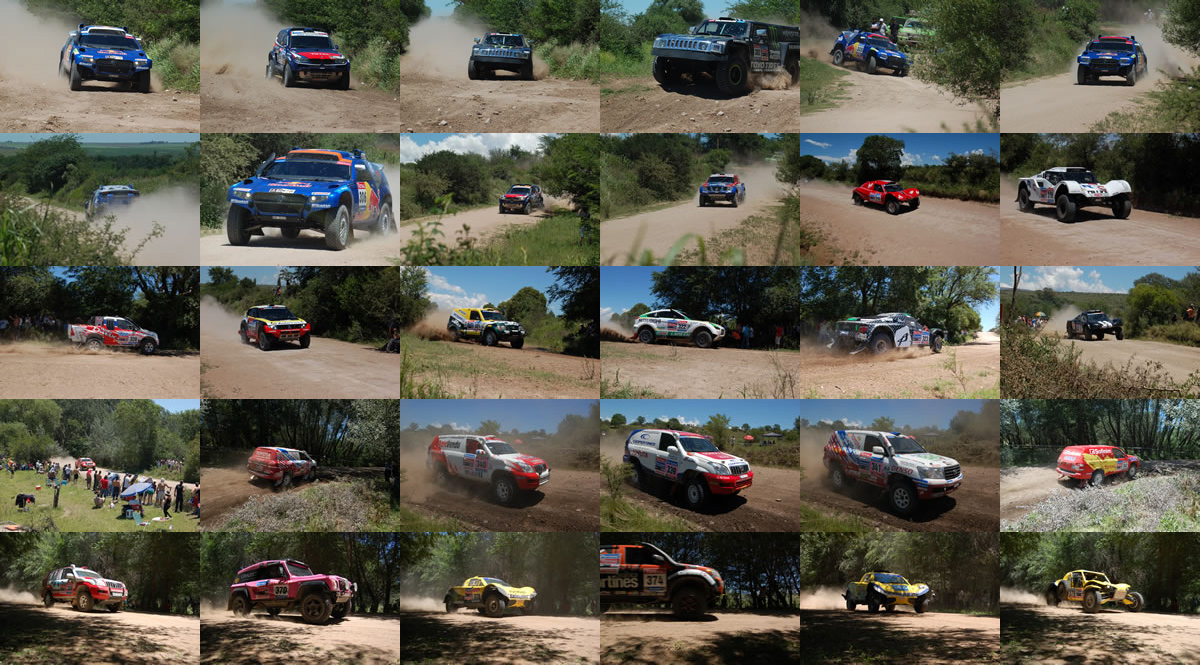
Autos en el Dakar 2010 durante la 1.ª etapa.

| Etapa | Ganador de la etapa               | Líder en la general               |
| ----- | --------------------------------- | --------------------------------- |
| 1     | Nani Roma M.Perin                 | Nani Roma M.Perin                 |
| 2     | Nasser Al-Attiyah Timo Gottschalk | Nasser Al-Attiyah Timo Gottschalk |
| 3     | Stéphane Peterhansel J-P. Cottret | Stéphane Peterhansel J-P. Cottret |
| 4     | Robby Gordon A. Grider            | Stéphane Peterhansel J-P. Cottret |
| 5     | Marc Miller R. Pitchford          | Carlos Sainz Lucas Cruz           |
| 6     | Stéphane Peterhansel J-P. Cottret | Carlos Sainz Lucas Cruz           |
| 7     | Nasser Al-Attiyah Timo Gottschalk | Carlos Sainz Lucas Cruz           |
| 8     | Stéphane Peterhansel J-P. Cottret | Carlos Sainz Lucas Cruz           |
| 9     | Nasser Al-Attiyah Timo Gottschalk | Carlos Sainz Lucas Cruz           |
| 10    | Carlos Sainz Lucas Cruz           | Carlos Sainz Lucas Cruz           |
| 11    | Guerlain Chicherit M. Thoerner    | Carlos Sainz Lucas Cruz           |
| 12    | Carlos Sainz Lucas Cruz           | Carlos Sainz Lucas Cruz           |
| 13    | Stéphane Peterhansel J-P. Cottret | Carlos Sainz Lucas Cruz           |
| 14    | Nasser Al-Attiyah Timo Gottschalk | Carlos Sainz Lucas Cruz           |

### Camiones

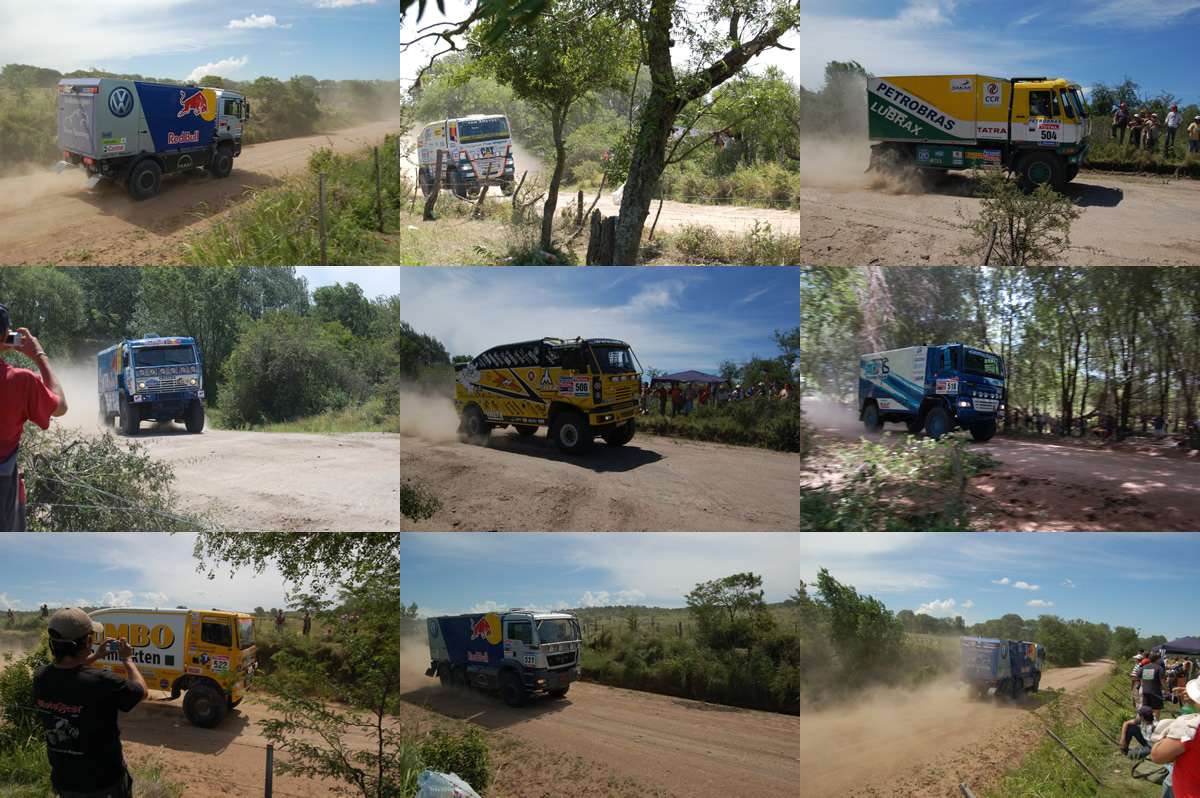
Camiones en el Dakar 2010 durante la 1.ª etapa.

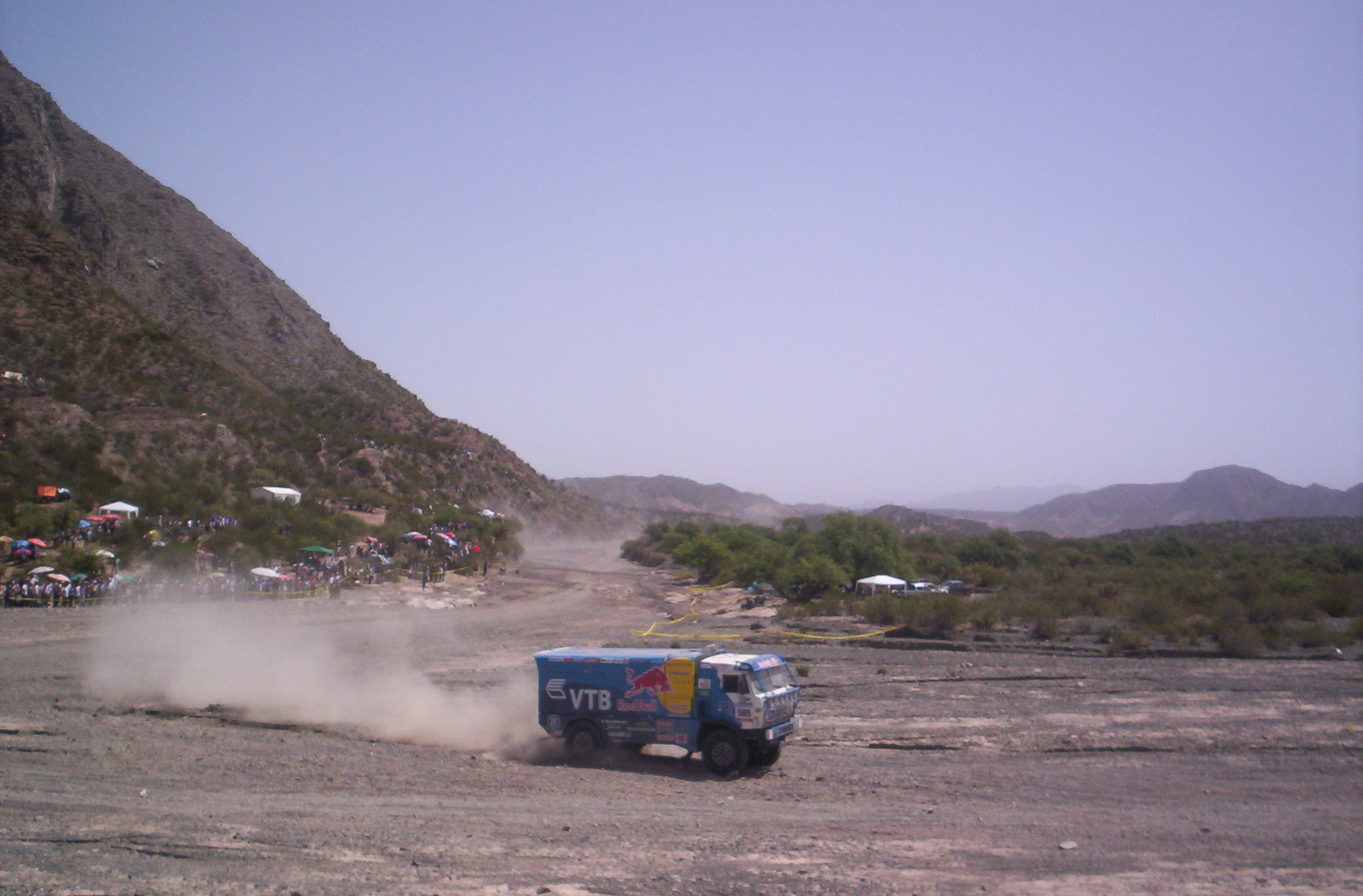
Camión Kamaz conducido por Ayrat Mardeev, durante una especial en la provincia de San Juan.

| Etapa | Ganador de la etapa                      | Líder en la general                     |
| ----- | ---------------------------------------- | --------------------------------------- |
| 1     | Vladímir Chagin S. Savostin E. Nikolaev  | Vladimir Chagin S. Savostin E. Nikolaev |
| 2     | Vladímir Chagin S. Savostin E. Nikolaev  | Vladímir Chagin S. Savostin E. Nikolaev |
| 3     | Vladímir Chagin S. Savostin E. Nikolaev  | Vladímir Chagin S. Savostin E. Nikolaev |
| 4     | Vladímir Chagin S. Savostin E. Nikolaev  | Vladímir Chagin S. Savostin E. Nikolaev |
| 5     | Firdaus Kabirov A. Belyaev A. Mokeev     | Vladímir Chagin S. Savostin E. Nikolaev |
| 6     | Vladímir Chagin S. Savostin E. Nikolaev  | Vladímir Chagin S. Savostin E. Nikolaev |
| 7     | Vladímir Chagin S. Savostin E. Nikolaev  | Vladímir Chagin S. Savostin E. Nikolaev |
| 8     | Vladímir Chagin S. Savostin E. Nikolaev  | Vladímir Chagin S. Savostin E. Nikolaev |
| 9     | Firdaus Kabirov A. Belyaev A. Mokeev     | Vladímir Chagin S. Savostin E. Nikolaev |
| 10    | Vladímir Chagin S. Savostin E. Nikolaev  | Vladímir Chagin S. Savostin E. Nikolaev |
| 11    | Firdaus Kabirov A. Belyaev A. Mokeev     | Vladímir Chagin S. Savostin E. Nikolaev |
| 12    | Vladímir Chagin S. Savostin E. Nikolaev  | Vladímir Chagin S. Savostin E. Nikolaev |
| 13    | Firdaus Kabirov A. Belyaev A. Mokeev     | Vladímir Chagin S. Savostin E. Nikolaev |
| 14    | Ilgizar Mardeev V. Mizykuaev A. Karginov | Vladímir Chagin S. Savostin E. Nikolaev |

## Clasificaciones finales
El Rally Dakar de 2010 culminó con los triunfos de Cyril Despres en motos, Carlos Sainz en coches, Marcos Patronelli en cuadriciclos y de Vladímir Chagin en camiones.

### Motocicletas
| Rank | Piloto                   | Marca   | Tiempo    |
| ---- | ------------------------ | ------- | --------- |
| 1    | Cyril Despres            | KTM     | 51:10:37  |
| 2    | Pal Anders Ullevalseter  | KTM     | + 1:02:52 |
| 3    | Francisco López Contardo | Aprilia | + 1:09:48 |
| 4    | Helder Rodrigues         | Yamaha  | + 1:19:33 |
| 5    | David Frétigné           | Yamaha  | + 1:55:56 |
| 6    | Alain Duclos             | KTM     | + 1:58:35 |
| 7    | Jonah Street             | KTM     | + 2:49:43 |
| 8    | Jakub Przygonski         | KTM     | + 3:15:59 |
| 9    | Olivier Pain             | Yamaha  | + 3:28:20 |
| 10   | Juan Pedrero García      | KTM     | + 3:33:48 |

### Quads
| Rank | Piloto                  | Marca   | Tiempo    |
| ---- | ----------------------- | ------- | --------- |
| 1    | Marcos Patronelli       | Yamaha  | 64:17:44  |
| 2    | Alejandro Patronelli    | Yamaha  | + 2:22:59 |
| 3    | Juan Manuel Gonzalez C. | Yamaha  | + 5:07:31 |
| 4    | Christophe Declerck     | Polaris | + 5:46:56 |
| 5    | Rafal Sonik             | Yamaha  | + 5:50:24 |
| 6    | Sebastian Halpern       | Yamaha  | + 9:07:31 |

### Coches
| Rank. | Piloto               | Copiloto           | Marca              | Tiempo    |
| ----- | -------------------- | ------------------ | ------------------ | --------- |
| 1     | Carlos Sainz         | Lucas Cruz         | Volkswagen Touareg | 47:10:00  |
| 2     | Nasser Al-Attiyah    | Timo Gottschalk    | Volkswagen Touareg | + 0:02:12 |
| 3     | Mark Miller          | Ralph Pitchford    | Volkswagen Touareg | + 0:32:51 |
| 4     | Stéphane Peterhansel | Jean-Paul Cottret  | BMW X3             | + 2:17:21 |
| 5     | Guerlain Chicherit   | Tina Thörner       | BMW X3             | + 4:02:49 |
| 6     | Carlos Sousa         | Matthieu Baumel    | Mitsubishi         | + 4:31:45 |
| 7     | Giniel de Villiers   | Dirk von Zitzewitz | Volkswagen Touareg | + 5:10:19 |
| 8     | Robby Gordon         | Andy Grider        | Hummer H3          | + 6:02:24 |
| 9     | Orlando Terranova    | Pascal Maimon      | Mitsubishi         | + 6:04:47 |
| 10    | Guilherme Spinelli   | Filipe Palmeiro    | Mitsubishi         | + 6:13:41 |

### Camiones
| Rank. | Piloto             | Copilotos                             | Marca      | Tiempo     |
| ----- | ------------------ | ------------------------------------- | ---------- | ---------- |
| 1     | Vladimir Chagin    | Sergey Savostin Eduard Nikolaev       | Kamaz      | 55:04:47   |
| 2     | Firdaus Kabirov    | Aydar Belyaev Andrey Mokeev           | Kamaz      | + 1:13:08  |
| 3     | Marcel van Vliet   | Herman Vaanholt Gerard van Veenendaal | Ginaf      | + 10:43:20 |
| 4     | Martin Macik       | Josef Kalina Jan Bervic               | Liaz       | + 12:21:21 |
| 5     | Ilgizar Mardeev    | Viatcheslav Mizyukaev Andrey Karginov | Kamaz      | + 14:59:29 |
| 6     | Wulfert van Ginkel | Richard de Rooy Willem Tijsterman     | Ginaf      | + 15:29:16 |
| 7     | Teruhito Sugawara  | Seiichi Suzuki                        | Hino       | + 17:29:37 |
| 8     | David Oliveras     | Jesus Camara Ordonez Daniel Camara    | Mercedes   | + 23:39:06 |
| 9     | Jordi Juvanteny    | José Luis Criado Fina Roman           | MAN        | + 24:15:27 |
| 10    | Claudio Bellina    | Paolo Arici Giulio Minelli            | Mitsubishi | + 26:47:12 |

## Conflictos y escándalos

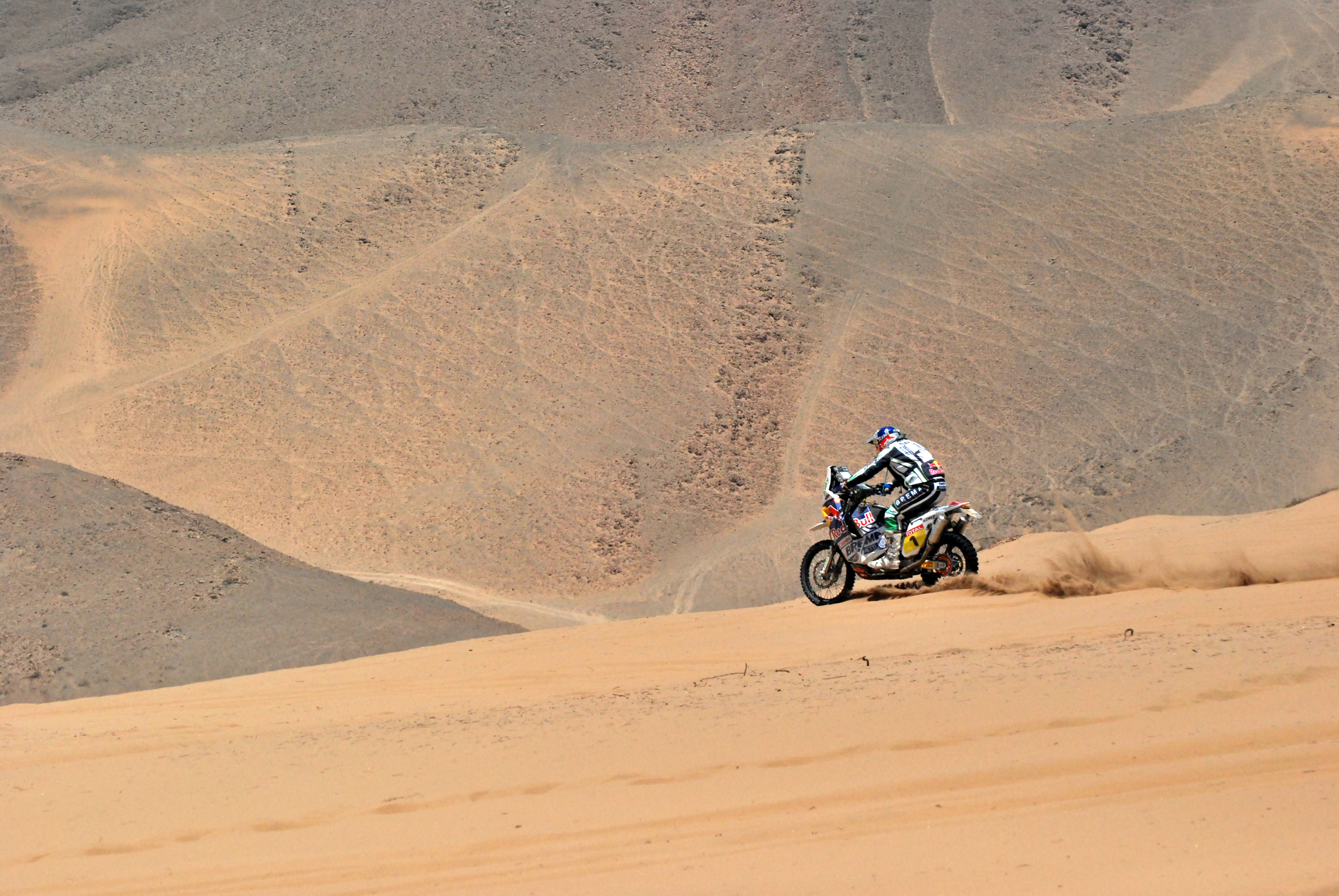
El español Marc Coma sufrió una penalización de 6 horas, que finalmente le impediría revalidar su título en motocicletas.

Al promediar la competencia se produjo un conflicto escandaloso que involucró a los organizadores y a Marcos Patronelli y Alejandro Patronelli, cuando ambos lideraban cómodamente la competencia en la categoría cuadriciclos.
El conflicto se inició luego de la denuncia de sabotaje por parte de ambos corredores argentinos, quienes se vieron afectados por la inyección de agua en el combustible y luego por el desprendimiento de una rueda en plena carrera.
El 9 de enero, durante el día de descanso al completarse la primera mitad del trayecto, los organizadores sancionaron a Marcos Patronelli con un descuento de tres horas, invocando un supuesto traslado del cuadriciclo fuera de la zona de custodia, aunque sin la exhibición de pruebas ni posibilidad de descargo. La sanción produjo el retiro de ambos corredores, cuestionando duramente a los organizadores. Los medios de comunicación argentinos calificaron de escandalosa e injustificada la decisión de los organizadores de la competencia. Canal TN cuestionó duramente la actitud de los organizadores y echó sombras sobre las razones reales de la sanción, comparándola con la situación del motociclista español Marc Coma, a quien, antes de sancionarlo, se le dio oportunidad de realizar un descargo y presentar 6 testigos.
Ante el escándalo, los organizadores constataron que el hecho que se le atribuía era falso y dejaron sin efecto la sanción, y tanto Marcos como Alejandro Patronelli continuaron en la competencia.
Una situación similar ocurrió con el español Marc Coma en la competencia de motocicletas. El ganador de la edición anterior del Dakar fue acusado de cambiar uno de sus neumáticos de forma fraudulenta, durante la 7.ª etapa entre Iquique y Antofagasta. Diversos pilotos, entre ellos el francés Cyril Despres (que lideraba la competencia en ese momento y que finalmente ganó esta), advirtieron la situación del neumático y la organización determinó actuar de oficio. Coma fue sancionado con una penalización de seis horas, cayendo del segundo al 24.º lugar, impidiéndole así finalmente revalidar su título. Coma, si bien en un comienzo criticó la medida y pensó en retirarse, continuó y terminó el rally en el 15.º lugar, con una diferencia de 6:32:46 del campeón Despres, de las cuales 6:22 eran penalización.